# Meschina
Meschina è il nono singolo dei Modà, lanciato radiofonicamente all'inizio del 2009. È il secondo e ultimo singolo estratto dal loro terzo album Sala d'attesa.